# USS Pueblo (AGER-2)
Pour les autres navires du même nom, voir USS Pueblo.
L’USS Pueblo (AGER-2) est un navire de recherche technique ELINT et SIGINT de classe Banner de la marine américaine.
Capturé par la Corée du Nord en 1968, il est exposé, à partir de 2013, en tant que navire musée dans un bassin proche du musée de la guerre victorieuse de la libération de la patrie de Pyongyang.

## Histoire
L’USS Pueblo est construit par les chantiers navals Kewaunee Shipbuilding and Engineering de Kewaunee en 1944. Lancé le 16 avril 1944, il est commissionné par l’US Army le 7 avril 1945 sous le matricule FP-344, FP désignant les navires destinés au transport de fret et passagers. Il est utilisé pour la formation des civils engagés volontaires jusqu’à sa mise en réserve en 1954.
Il est récupéré par l’United States Navy le 12 avril 1966 et est nommé USS Pueblo sous le matricule AKL-44.

### Crise duPueblo
Le 23 janvier 1968, l'USS Pueblo est abordé et capturé par la Corée du Nord. La prise du navire et de ses 83 membres d'équipage, dont l'un est tué lors de l'opération, se produit seulement trois jours après le raid sur la Maison-Bleue lors duquel 31 soldats nord-coréens franchissent la zone coréenne démilitarisée entre les deux Corée et tuent 26 Sud-Coréens et 4 soldats américains dans l'objectif d'assassiner le président sud-coréen à Séoul, et dans le contexte de la guerre du Viêt Nam, une semaine avant l'offensive du Tết.

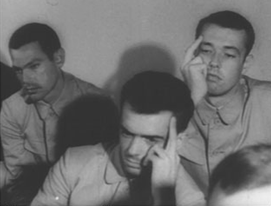
Prisonniers américains du Pueblo sabotant un film de propagande nord-coréen.

La prise du Pueblo et la torture de son équipage pendant ses onze mois de détention[réf. souhaitée] devient une crise majeure de la guerre froide entre les États-Unis, l'URSS et la Chine populaire. Durant les séances de prises de photos des soldats prisonniers par l'armée nord-coréenne, il est courant que les membres de l'équipage montrent un discret majeur levé afin de saboter l'effet de propagande. Les Nord-Coréens ignorant le sens de ce geste, les prisonniers leur expliquent qu'il s'agit d'un « signe hawaïen de bonne chance ».
La Corée du Nord affirme que le Pueblo est délibérément entré dans ses eaux territoriales, à 7,6 milles (12,2 km) de l'île de Ryo en mer du Japon et que le livre de bord montre qu'il s'y est introduit plusieurs fois. Cependant, les États-Unis maintiennent que le navire était dans les eaux internationales au moment de l'incident et que toutes les preuves avancées par la Corée du Nord pour soutenir ses allégations sont fabriquées.

#### Motifs de la capture
Il existe différentes hypothèses pour expliquer cette capture. La première serait que le navire aurait été confondu avec une unité sud-coréenne et que les autorités se seraient rendu compte trop tard de leur méprise. La seconde hypothèse est que la Corée du Nord aurait, par cette capture, voulu tester la détermination des États-Unis à intervenir, pensant que pris dans la guerre du Vietnam, ils n'auraient pas réagi.
Dans son émission Rendez-vous avec X sur France Inter[Quand ?], Patrick Pesnot évoque plusieurs faits troublants, laissant penser que le Pueblo a été délibérément sacrifié par quelques extrémistes américains afin de pousser vers une intervention nucléaire des États-Unis contre les Nord-Coréens.

#### Réaction des États-Unis

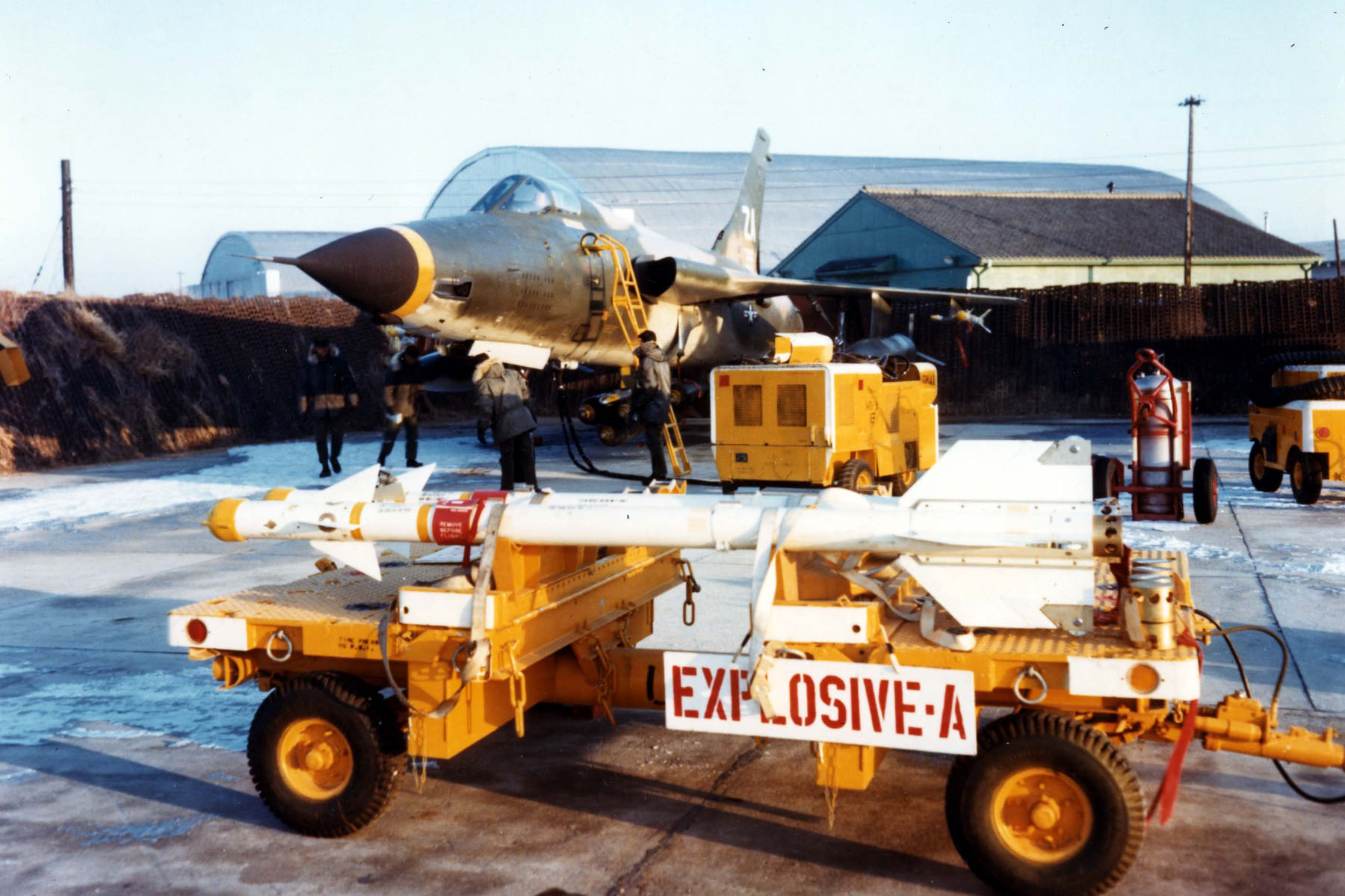
Un Republic F-105 Thunderchief du 12e escadron du 18th Wing armé de 6 bombes M117 et de deux missiles air-air Sidewinder stationné en 1968 sur la base aérienne d'Osan en Corée du Sud.

Des renforts aériens dont le 18th Wing sont déployés au Corée du Sud jusqu'en juin.
Aux États-Unis, des personnes veulent « faire payer cet acte de piraterie ». Des élus américains demandent l'utilisation de l'arme nucléaire. Lucius Mendel Rivers suggère d'envoyer un ultimatum en menaçant d'utiliser l'arme nucléaire,.
Finalement, hormis une démonstration de force (quatre unités de la marine et une opération de reconnaissance aérienne) les États-Unis ne réagissent pas, Richard Nixon expliquant dans ses mémoires cette inaction pour « éviter le risque de rouvrir un conflit dans la péninsule ».

#### Retour de l'équipage
Après avoir présenté des excuses, admis par écrit que le Pueblo avait espionné et donné l'assurance qu'ils n'espionneraient plus à l'avenir par les États-Unis, le gouvernement nord-coréen décide de libérer les 82 membres d'équipage restants, bien que les excuses écrites aient été précédées d'une déclaration orale indiquant qu'elles n'avaient été présentées que pour garantir la libération. Le 23 décembre 1968, l'équipage est amené en bus jusqu'à la DMZ et passent le Pont de non-retour". Ils ont avec eux le corps de Duane D. Hodges, tué durant la capture.

### Statut du navire depuis sa capture

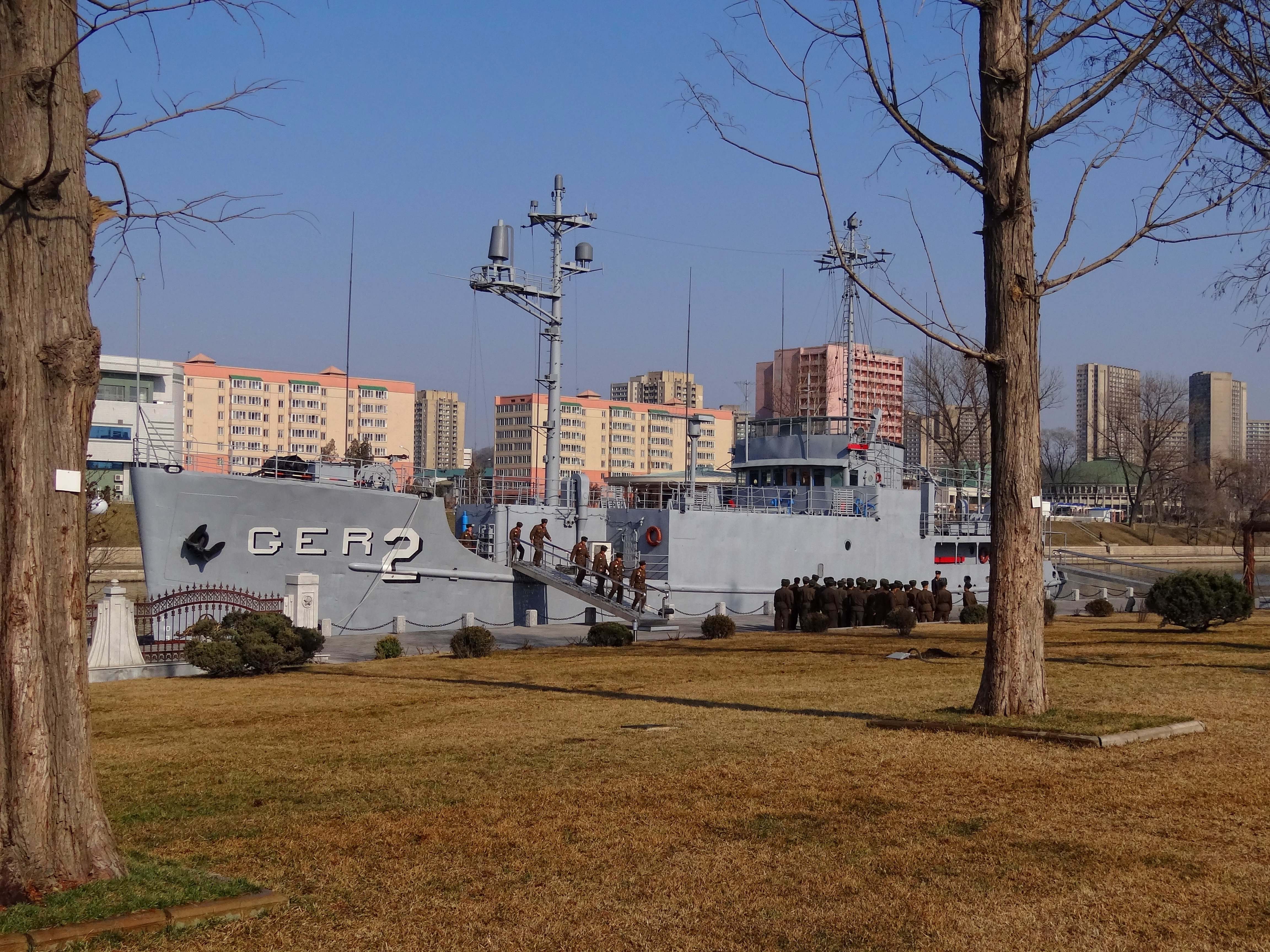
L'USS Pueblo à Pyongyang en 2014.

Après sa capture, le navire disparut pendant plusieurs années pour réapparaître en 1995 en tant que symbole exposé au port de Wonsan. En 1999, il a été amarré sur le fleuve Taedong à Pyongyang puis, à partir de 2013, le long de la rivière Botong à Pyongyang comme bateau musée au musée de la guerre victorieuse de la libération de la patrie de Pyongyang,.
Le Pueblo, toujours détenu par la Corée du Nord, est le seul navire de l'US Navy encore présent sur le registre des navires en service et actuellement saisi, (à ce titre, il est le plus ancien navire encore en service de la marine américaine après le trois-mâts USS Constitution).

### Sources
- (en) Cet article est partiellement ou en totalité issu de l’article de Wikipédia en anglais intitulé « USS Pueblo (AGER-2) » (voir la liste des auteurs).
- (en)  Cet article contient du texte publié par le Naval Vessel Register (NVR) dont le contenu se trouve dans le domaine public. La référence peut être lue ici.